# ヘンリー砦の戦い
ヘンリー砦の戦い（ヘンリーとりでのたたかい、英:Battle of Fort Henry）は、南北戦争初期の1862年2月6日に、テネシー州西部で行われた戦いである。西部戦線では北軍とユリシーズ・グラント准将にとって最初の重要な勝利だった。
2月4日と5日にグラントはテネシー川沿いヘンリー砦の真北に2個師団を上陸させた。その作戦は2月6日に砦に向かって前進させ、一方でアンドリュー・H・フット海軍将官が指揮するアメリカ海軍の砲艦が同時攻撃を掛けるというものだった。海軍の効果的な砲撃に、砦が増水した川水でほとんど完全に浸水しているという悪い位置条件も重なり、陸軍が到着する前に、南軍の指揮官ロイド・ティルマン准将はフットに降伏した。
ヘンリー砦の降伏によりテネシー川はアラバマ州境まで北軍の交通が自由となり、そのことは2月6日から12日まで木製船の「ティンバークラッド」襲撃という形で実証され、南軍の船舶や鉄道橋を破壊した。グラント軍は陸路を12マイル (19 km)進んで、流血の多かったドネルソン砦の戦いに向かった。

## 背景
1861年初め、重要な境界州であるケンタッキー州は合衆国を維持するための戦いでは中立を宣言した。9月3日、南軍のギデオン・J・ピロー准将がレオニダス・ポーク少将からの命令で行動を起こし、ケンタッキー州コロンバスを占領したのに対し、2日後には北軍のグラントが、後の経歴を特徴づける個人的な独創性を活かして、ケンタッキー州パデューカを占領したときに、ケンタッキー州の中立が初めて破られた。これ以降、両軍共にケンタッキー州の中立宣言を尊重することはなく、南軍の優位は失われた。ケンタッキー州が果たしていた緩衝地帯の役割が無くなり、テネシー州を守ることができなくなった。
1862年初め、南軍側は1人の将軍アルバート・ジョンストンがアーカンソー州からカンバーランド渓谷まで全軍を指揮した。しかしその軍隊は広い防衛線を布いたので厚みのないものになった。左翼はコロンバスにいるポークの12,000名だった。右翼はサイモン・ボリバー・バックナー准将がケンタッキー州ボウリング・グリーンで4,000名を率いた。中央はロイド・ティルマン准将が指揮する2つの砦であり、これも勢力は4,000名だった。ヘンリー砦とドネルソン砦はそれぞれ、テネシー川とカンバーランド川を守る孤立した位置にあった。もしこれらの川が北軍の交通に使われれば、テネシー州やその先まで2つの侵入経路が使えることになるはずだった。
西部戦線における北軍は3つの別々の軍で構成されており、統一された指揮系統が無いという弱みがあった。デイビッド・ハンター少将のカンザス軍、ヘンリー・ハレック少将のミズーリ軍、およびドン・カルロス・ビューエル准将のオハイオ軍だった。1862年2月まで、西部戦線における作戦の戦略が何も合意されなかったので、この指揮系統の分裂は明らかだった。ビューエルはテネシー州東部に侵攻し北部寄りのそこを抑えておくという政治的な圧力を受けて、ナッシュビルの方向に緩りと向かった。ハレックのミズーリ軍では、グラントがビューエルの意図した進軍から南軍の注意を逸らすためにテネシー川での示威行動をしたが、進軍は実現しなかった。西部戦線のハレックを始め他の将軍達は、エイブラハム・リンカーン大統領からワシントンの誕生日（2月の第3月曜）までに、全体的な攻勢行動を行うよう圧力が掛かるようになっていた。ハレックは従来の用心深さにも拘わらず、最後はグラントの提案を容れて攻勢に動きヘンリー砦を目指した。ハレックはこのことで、そのライバルであるビューエルに対する相対的立場をよくすることを期待した。しかし、ハレックとグラントは、南軍の将軍P・G・T・ボーリガードが間もなく多勢の援軍を連れてこの戦線に到着するという噂も心配しており、迅速な行動が必要とされた。1862年1月30日、ハレックはグラントのヘンリー砦を奪取する作戦を承認した。
グラントは時間を浪費せず、2月2日にはカイロを発った。その侵攻軍は、ジョン・A・マクラーナンドとチャールズ・F・スミス各准将の2個師団15,000名ないし17,000名と、アメリカ海軍アンドリュー・H・フットの指揮する西部船隊で構成されていた。フット船隊には4隻の鋼製被覆砲艦（旗艦USSシンシナティ、USSカロンデレト、USSセントルイスおよびUSSエセックス）がフットの直接指揮下にあり、3隻の木製被覆（ティンバークラッド）砲艦（USSコネストーガ、USSタイラーおよびUSSレキシントン）はセス・レッドヤード・フェルプス大尉が指揮した。南北戦争のこの時期では全軍を1回の行程で送り込むだけの輸送能力が無く、砦に到着するには2回に分けて川を遡る必要があった。

## ヘンリー砦
ヘンリー砦は5角形で開放型稜堡を持つ土で固めた構造であり、広さは10エーカー (40,000 m2)、テネシー川の東岸にあり、カークマンズ・オールド・ランディングとスタンディング・ロック・クリークに近く、サンディ川の河口のほぼ対岸だった。
1861年5月、テネシー州知事が州の弁護士ダニエル・S・ドネルソンを准将に指名し、テネシー州中部の川に要塞を建設するよう指示した。ドネルソンは適当な場所を見付けたが、そこは当時中立だったケンタッキー州の領域内だった。そこから上流のテネシー領内に少し入ったカンバーランド川沿いで、砦を造る場所を選定し、その砦はドネルソンの名前を冠することになった。テネシー工兵軍団のブッシュロッド・ジョンソン大佐もその場所を承認した。
ドネルソン砦の建設が始まると、ドネルソンはテネシー川を西に12マイル (19 km)移動し、ヘンリー砦の場所を選定し、テネシー州選出の合衆国上院議員グスタブス・アドルファス・ヘンリー・シニアに因んでヘンリー砦と名付けた。ドネルソン砦はカンバーランド川西岸だったので、2番目の砦にはテネシー川東岸を選び、一つの守備隊が砦の間を移動して両方の砦を守るように意図されたが、双方を同時に攻撃されるとは思ってもみなかった。カンバーランド川のドネルソン砦とは異なり、ヘンリー砦は低い湿地にあり、対岸の丘からは見下ろされていた。良いところとしては川下に2マイル (3 km)障害の無い戦場が開けていることだった。ドネルソンに雇われた測量チームの土木技師アドナ・アンダーソンと第1テネシー歩兵連隊のウィリアム・F・フォスター少佐はその場所に強く反対しジョンソン大佐に訴えたが、ジョンソンはよく分からないながらそこを承認した。

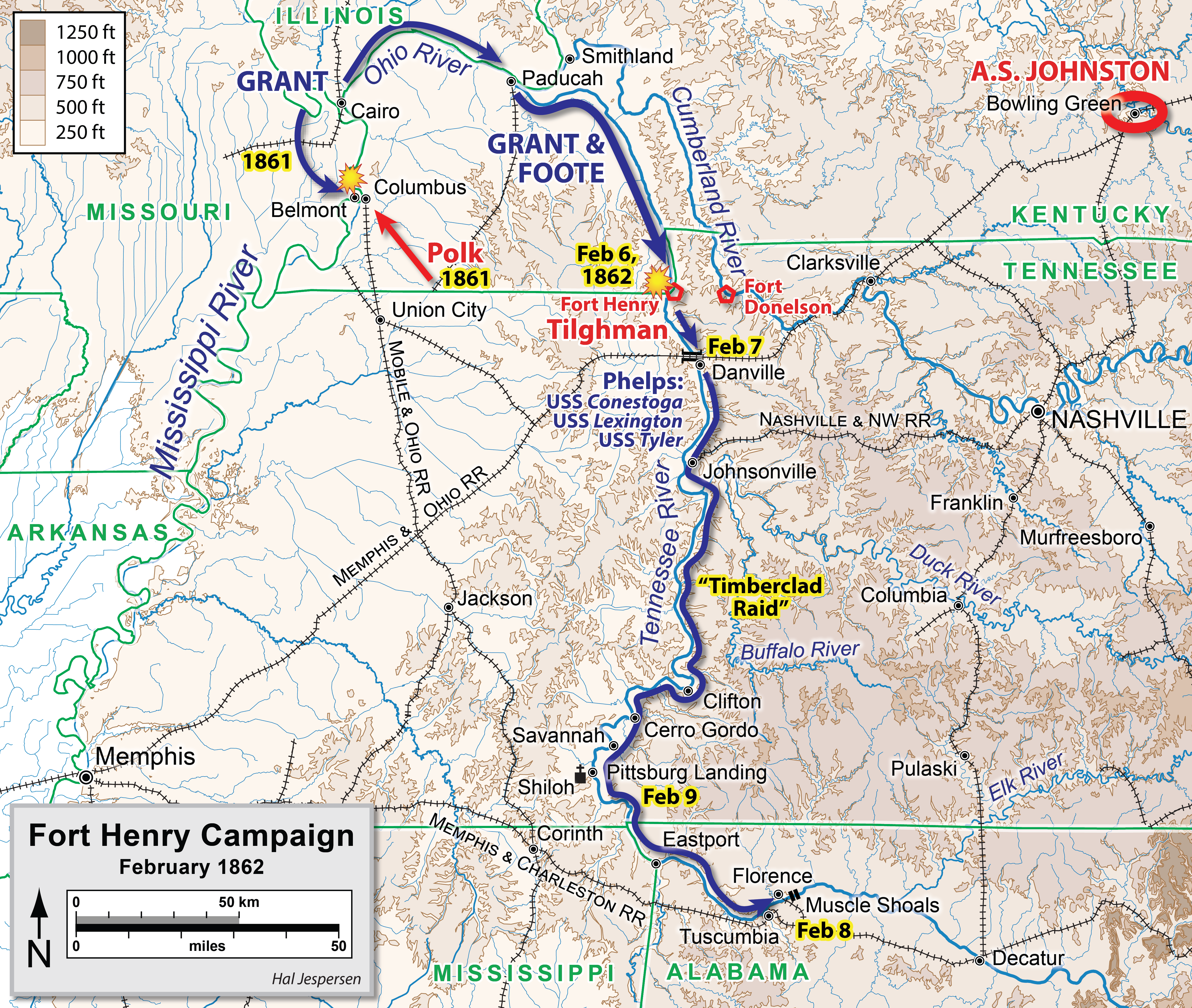
ヘンリー砦に向けて方面作戦

砦の設計は川の交通を止めることが意図されたが、歩兵の攻撃には耐えがたく、確実に戦争で軍隊が何かを成そうという規模ではなかった。建設は、第10テネシー歩兵連隊と奴隷を使って6月半ばに始まり、最初の大砲の試射は7月12日に行われた。しかし、この行動の慌ただしさの後で、1861年の残りはミシシッピ川の砦が兵士や大砲を受け入れる優先度が高かったので、ほとんど何も起こらなかった。12月遅く第27アラバマ歩兵連隊の追加部隊が500名の奴隷と共に到着した。彼らは川向こうでヘンリー砦からは大砲の届く範囲にあるスチュワートヒルに小さな砦を建設し、ハイマン砦と名付けた。同じ頃、ロイド・ティルマン准将がヘンリー砦とドネルソン砦両方の指揮官に就いた。ヘンリー砦には、アドルファス・ハイマンとジョセフ・ドレイク各大佐の指揮する2個旅団、約2,800名ないし3,400名が配置された。彼らは主に米英戦争の名残である旧式な火打ち石式ライフル銃で武装していた。
戦闘の時までに17門の大砲がヘンリー砦に運ばれ、11門は川を攻撃対象にし、残り6門が陸地からの攻撃に備えて据えられた。大きな大砲が2門あり、1門は10インチ (25.4 cm)コロンビアード砲、もう1門は24ポンド施条砲、その他の砲は32ポンド滑腔砲だった。42ポンド砲も2門有ったが、その口径に見合う砲弾が無かった。川が通常の水位にあるとき、砦の壁の高さは20フィート (6 m)あり、壁の根本の幅も20フィートあり、上にいくにつれて薄くなり、胸壁での厚みは10フィート (3 m)だった。しかし、1862年2月、激しい雨で水位が上がり、砦の大半は火薬庫を含め水面下になった。
南軍はもう一つ防御手段を講じたが、それは戦史の中でも特異なものだった。幾つかの魚雷（現代の用語では機雷）が主要な舟の航行路の水面下に固定され、通り過ぎる船が触れれば爆発するようになっていた（この装置は、水面が高かったことと、魚雷の金属容器に洩れがあったために、効果がないことがわかった）。

## 戦闘

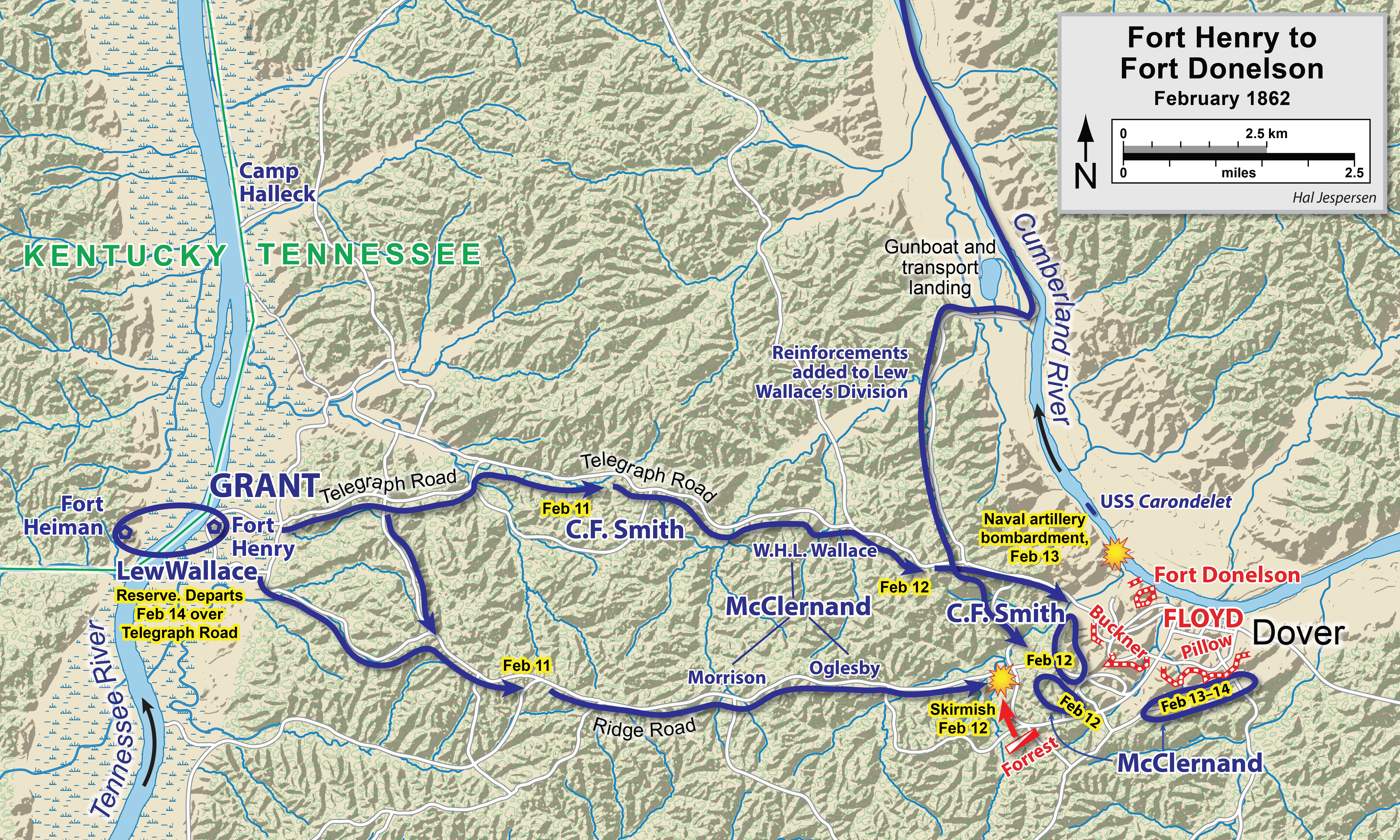
ヘンリー砦の戦い、およびドネルソン砦への動き

2月4日と5日、グラントは2個師団をそれぞれ異なる場所で上陸させた。マクラーナンドの師団はテネシー川東岸の3マイル (5 km)北で守備隊の逃げ道を塞ぎ、スミスの師団はケンタッキー州側のハイマン砦を占領して、砦の陥落を確実にすることが意図された。しかし、戦闘は主に海軍からのものとなり、歩兵隊が戦闘に入る前に決着が着いた。
ティルマンは砦が陥落するのは時間の問題だと認識した。防御のために据えられた大砲のうち9門しか水面上にはなかった。北軍船隊を足止めするために砲兵隊を砦に残し、残りの部隊を連れてその地域から脱出し、陸路を12マイル(19 km)離れたドネルソン砦まで進もうとした。ハイマン砦は2月4日に放棄されており、ヘンリー砦には一握りの砲兵を残して全軍が2月5日に砦を離れた（北軍の騎兵隊が退却する南軍を追跡したが、道路の状態が悪いために本格的な戦闘には至らず、わずかな捕獲をしたに留まった）。
フットの7隻の砲艦は2月6日に砦の砲撃を開始した。新しく設計され慌ただしく建造された鋼製被覆艦の西部船隊にとっては初めての戦闘だった。フットは4隻の鋼製被覆艦を横一列に配置し、その後に3隻の木製被覆艦を置いたが、砦に対しては長射程となり効果は薄かった。フットの船隊が重大な破壊を免れたのは、主にヘンリー砦の大砲の位置が低かったことによっていた。南軍の砲撃は艦船の薄い装甲が最強の所のみに当てることができた。しかし、1隻は大きな損傷を受けた。偶然32ポンド砲の1発がUSSエセックスを貫通し、中央部のボイラに当たり、火傷するほど熱い蒸気を艦の半分に送ることになった。その指揮官ウィリアム・D・ポーターを含め32名が戦死または負傷となり、USSエセックスはこの方面作戦の残りは使えなかった。

## 戦闘の後およびティンバークラッド襲撃
戦闘が75分間続いた後、ティルマンは、砦に対して攻撃し400ヤード (360 m)の距離に迫っていた船隊に対して降伏した。船隊からでた1隻の小さなボートが砦の出撃路を直接通って中に入り、USSシンシナティでの降伏儀式のためにティルマンを乗せて運んだが、このことで洪水の程度が分かる。12名の士官と82名の兵士が降伏した。その他の損失は戦死15名と負傷20名だった。脱出した軍隊はその大砲や装備の全てを後に残していった。ティルマンは収監されたが、8月15日には捕虜交換で釈放された。
ティルマンはその報告書で、ヘンリー砦は「惨めな軍事的位置にあった。...軍事工作史にもこれほどのものは無い」と苦々しく書いた。グラントはハレックに宛てて簡単な報告書を送った。「ヘンリー砦は我々のものである。...8日にはドネルソン砦を奪取して破壊し、ヘンリー砦に戻る。」ハレックはワシントンに電報を送った。「ヘンリー砦は我々のものである。我が軍旗がテネシー州の大地に再度打ち立てられている。もう取り払われることはない。」
皮肉な事実ではあるが、グラントが北軍の他の将軍と同様慎重であり、その出発が2日遅れておれば、戦闘は起こらなかった。というのも2月8日にはヘンリー砦が完全に水に浸かっていたからである。それでも北部の大衆はヘンリー砦を栄光有る勝利として扱った。2月7日、砲艦のシンシナティ、セントルイスおよびエセックスは汽笛を鳴らしてカイロに凱旋したが、南軍の軍旗を上下逆に掲げていた。「シカゴ・トリビューン」は、この戦闘が「世界の戦史の中でも最も完璧で目覚ましい勝利の一つ」だと書いた。
ヘンリー砦の陥落でテネシー川はアラバマ州境まで北軍の砲艦と船舶交通が自由となった。このことは直ぐに実証された。降伏から直ぐ後に、フットはフェルプス大尉の3隻の木製被覆艦タイラー、コネストーガ、およびレキシントンを上流に送って、軍事的な価値のある施設や補給所を破壊させた（船隊の鋼製被覆艦は砲撃による損傷を受けていたので、南軍の船舶を追跡することを含む当座の任務には遅すぎて操船ができなかった）。この襲撃は航行可能な限界点アラバマ州フローレンスを過ぎてマッスルショールズまで及んだ。北軍の船舶とその襲撃隊は、多くの補給所と25マイル (40 km)上流のメンフィス・アンド・オハイオ鉄道の重要な橋を破壊した。また、サリーウッド、マッスル、および鋼製被覆艦で建造中だったイーストポートを含み様々な南部の船舶を捕獲した。北軍の船舶は2月12日に無事ヘンリー砦まで戻ってきた。しかし、フェルプス大尉はこれが無ければ成功だった襲撃の間に大きな失敗をしでかしていた。フローレンスの町の市民はフェルプスに、その町やメンフィス・アンド・チャールストン鉄道の鉄道橋を見逃してくれるよう求めた。フェルプスはその橋に軍事的な重要性が無いと判断して同意すると伝えた。しかしその橋を失っておれば、実質的に南軍の戦線を2つに割ることができたはずだった。ジョンストン軍がシャイローの戦いの準備のためにミシシッピ州コリンスに向かう途中で通ったのがこの橋だった。
2月16日にドネルソン砦がグラント軍に降った後で、西部南軍の主要輸送路の2つが、北軍の軍隊や物資を動かす幹線になった。グラントが想像していた様に、この動きはコロンバスにいる南軍の側面を脅かすことになり、その後間もなく南軍はコロンバス市とケンタッキー州西部から撤退することになった。

## 戦場の保存
ヘンリー砦の場所はドネルソン砦と近接してはいるが、ドネルソン砦国定戦場の一部として合衆国国立公園局に管理されてはいない。現在はランド・ビトウィーン・ザ・レイクス国立リクリエーション地域の一部として記念されている。1930年代、テネシ川にダムができたとき、ケンタッキー湖ができてヘンリー砦跡は永遠に水面下に沈んだ。ケンタッキー側の岸から離れた航路標識が元の砦の北西隅の場所を示している。ハイマン砦は2006年10月まで個人に所有されていた。このとき、キャロウェイ郡行政事務所がハイマン砦周辺150エーカー (0.6 km2)の土地をドネルソン砦国定戦場の一部として管理されるために、合衆国国立公園局に移管した。塹壕の一部は今でも見ることができる。